# 黛溪镇
黛溪镇，是中华人民共和国福建省宁德市屏南县下辖的一个乡镇级行政单位。

## 行政区划
黛溪镇下辖以下地区：
黛溪村、恩洋村、善溪村、后章村、泮地村、忠洋村、长宦村、樟源村、玉洋村、福善村、北墘村、洋头村、往里村、淦山村、康里村、垣坑村、南山村、天峰村、谢厝村、周厝村、官岭村和黄来村。